# Donald Stevens
Donald Stevens (ur. 22 września 1963 w Rossland) – kanadyjski narciarz alpejski. Zajął 19. miejsce w kombinacji na igrzyskach w Calgary. Nie startował na mistrzostwach świata. Jego najlepszym sezonem w Pucharze Świata był sezon 1987/1988, kiedy to zajął 36. miejsce w klasyfikacji generalnej.

## Sukcesy

### Puchar Świata

#### Miejsca w klasyfikacji generalnej
- 1984/1985 – 106.
- 1985/1986 – 115.
- 1986/1987 – 74.
- 1987/1988 – 36.

#### Miejsca na podium
1. Beaver Creek – 12 marca 1988 (zjazd) – 2. miejsce